# Brujas de Paisley

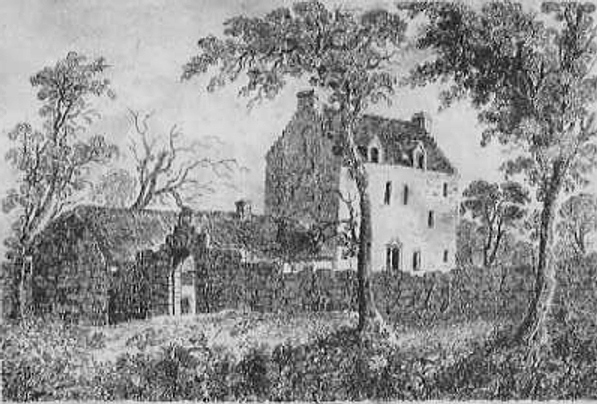
Casa Bargarran, hogar de Christian Shaw.

Las brujas de Paisley, también conocidas como las brujas de Bargarran o las brujas de Renfrewshire, fueron enjuiciadas en Paisley, Renfrewshire, en el centro de Escocia, en 1697. Christian Shaw, la hija de once años del Laird de Bargarran, se quejó de estar atormentada por varias brujas locales, incluyendo a una de las sirvientas de su familia, Catherine Campbell, a quien había acusado ante su madre tras haber sido testigo del robo de un vaso de leche.
Siete personas (Margaret Lang, John Lindsay, James Lindsay, John Reid, Catherine Campbell, Margaret Fulton y Agnes Naismith) fueron encontradas culpables de haber embrujado a Shaw y fueron condenadas a muerte. Posteriormente, una de ellas se suicidó ahorcándose en su celda. Las otras seis fueron ahorcadas y, luego, quemadas en el Jardín Gallow en Paisley el 10 de junio de 1697. Fue la última ejecución masiva por brujería en Europa occidental.
Agnes Naismith maldijo a todos los presentes en las ejecuciones y a sus descendientes y, durante muchos años después del hecho, cada tragedia en Paisley fue atribuida a su maldición. Christian Shaw se convirtió en una exitosa mujer de negocios y productora de hilos.

## Eventos
El 17 de agosto de 1696, Christian Shaw, la hija de once años de un terrateniente local, John Shaw of Bargarron, vio a una de las sirvientas de su familia, Catherine Campbell, robar una taza de leche para tomar. Shaw informó del robo a su madre, después de lo cual Campbell la maldijo, deseando que el Diablo tomara su alma. Cuatro días después, Shaw se encontró con Agnes Naismith, una anciana con fama de ser una bruja. El 22 de agosto, Shaw cayó violentamente enferma con accesos, similares a los síntomas registrados años antes, en 1693, en los juicios de las brujas de Salem en Estados Unidos. Luego de ocho semanas, los padres de Shaw la llevaron para que la vea el eminente médico de Glasgow, Matthew Brisbane, quien no pudo encontrar causa alguna para sus síntomas. Por ocho días después de su visita, Shaw parecía haberse recuperado, pero entonces «los ataques regresaron con violencia creciente. Se ponía tan rígida como un cadáver y con una completa pérdida de los sentidos y la movilidad».
Los padres de Shaw la llevaron nuevamente con el Dr. Brisbane y, para cuando llegaron a Glasgow, la niña había comenzado a expulsar de su boca bolas de pelo que dijo habían sido puestas por quienes la estaban afligiendo. Pronto, empezó a expulsar otros cosas de su boca, incluyendo paja, carbón, gravilla, plumas de pollos y cenizas. Durante sus ataques, algunas veces se le escuchaba hablando a la invisible Catherine Campbell, suplicándole volver a su antigua amistad.
Como Brisbane no era capaz de proveer explicación racional alguna para la condición de Shaw, su familia y el párroco local concluyeron que debía estar poseída y atormentada por brujas, un suceso común en Inglaterra y una parte central de los juicios de las brujas de Salem unos años antes. La iglesia estableció una reunión de ayuno y oración semanal en la casa Bargarron y el padre de Shaw apeló a las autoridades para que aquellos nombrados por su hija como los que la atormentaban fueran arrestados. Inicialmente, había identificado solamente a Catherine Campbell y Agnes Naismith; pero mientras el tiempo pasaba, fue implicando a otras y finalmente 35 fueron acusados. Diez fueron hombres y veinte mujeres; el género y la identidad de los restantes es desconocido.